# Wodospad Wilczki

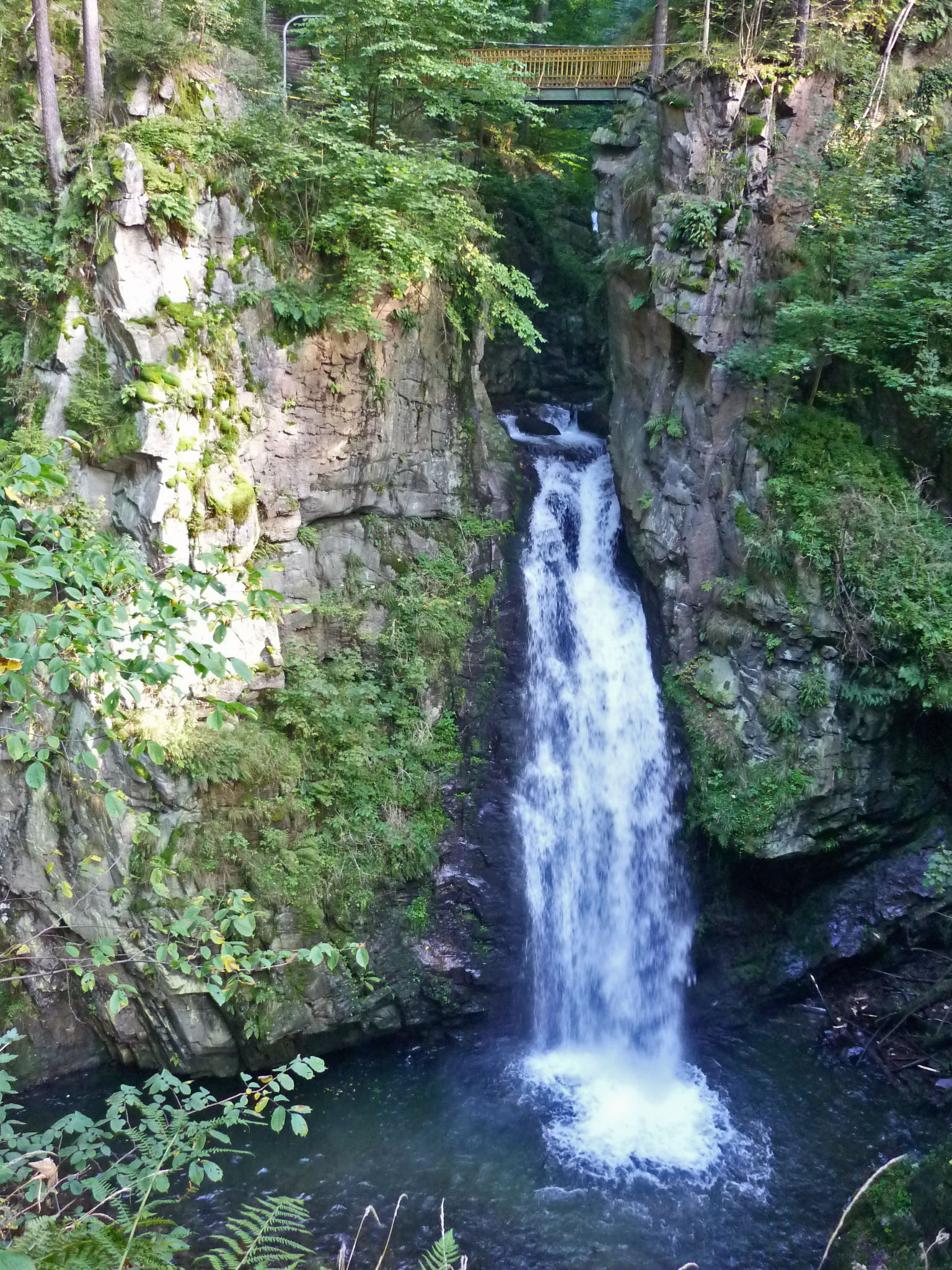
Wodospad Wilczki w Międzygórzu

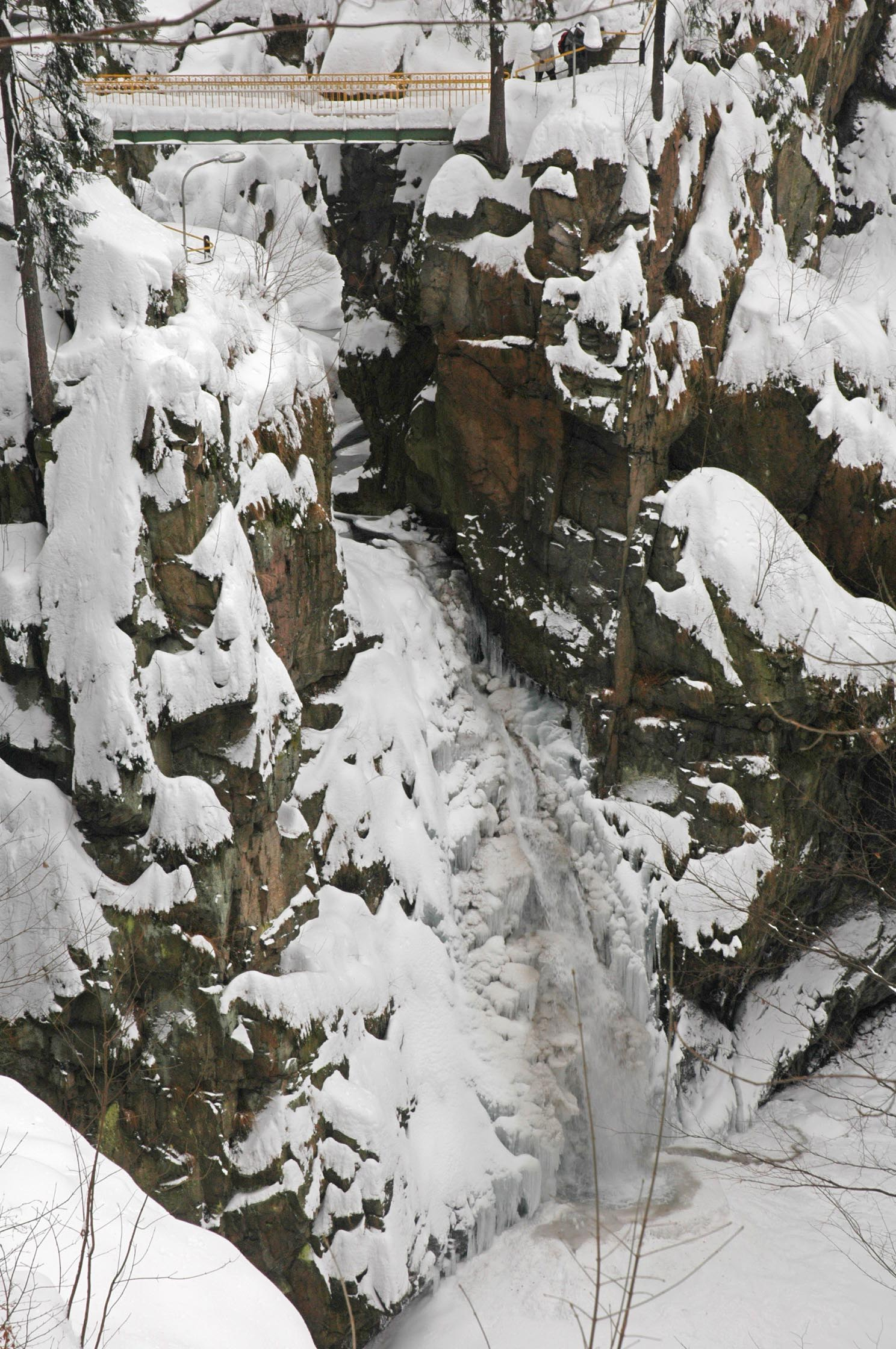
Wodospad Wilczki w zimie

Wodospad Wilczki (niem. Wölfelsfall) – wodospad na potoku Wilczka w Międzygórzu w województwie dolnośląskim. Dawniej znany również jako Wodogrzmoty Żeromskiego.

## Położenie
Wodospad znajduje się w górnym biegu Wilczki w Sudetach Wschodnich, w Masywie Śnieżnika. Próg znajduje się na wysokości ok. 570 m n.p.m., ok. 400 m w dół potoku od głównego skupiska zabudowań Międzygórza.

## Charakterystyka
Jest to jeden z większych wodospadów w Sudetach i drugi co do wysokości wodospad w ich polskiej części, po Wodospadzie Kamieńczyka w Karkonoszach. Jego wysokość wynosi 22 m. Przez długi czas wysokość wodospadu podawano jako wynoszącą 27 m, wobec czego uznawano go za najwyższy po polskiej stronie Sudetów. Aktualny stan wodospad osiągnął dopiero kiedy w 1997 r. wielka powódź wymyła, jak się okazało, sztucznie wykonany próg, który o ok. 5 m zwiększał wysokość kaskady. Próg nadbudowano kamieniami ok. 1830 r. na polecenie ówczesnego właściciela wsi, Wilhelma von Magnisa, zapewne w celu podniesienia atrakcyjności obiektu dla turystów, coraz liczniej odwiedzających wówczas Międzygórze. Zimą wokół kaskady tworzy się efektowny lodospad.
Powstanie wodospadu związane jest ze wznoszeniem się skrzydła trzeciorzędowego uskoku tektonicznego, przerywającego bieg potoku. Skały progu i wąwozu zbudowane są z gnejsów gierałtowskich. Z obecnego progu szerokości ok. 3 m wody spadają do niewielkiego kotła eworsyjnego wyżłobionego w mniej odpornych łupkach krystalicznych.
Wąwóz poniżej wodospadu, mający szerokość ok. 3 m, ok. 200 m długości i 10-18 m głębokości, nazywany jest Jarem Wilczki lub kanionem amerykańskim. U jego końca znajduje się zapora przeciwrumowiskowa. Po ok. 300 m Wilczka wypływa w szerszą dolinę, przegrodzoną w odległości ok. 800 m od progu wodospadu zaporą, wybudowaną tu w 1909 roku.

## Ochrona wodospadu
W uznaniu wysokich wartości krajobrazowych wodospadu oraz w celu ochrony fragmentu bukowo-jodłowego lasu i interesujących zespołów mchów i wątrobowców rozwijających się na skalnych ścianach w jego sąsiedztwie, zespół ten objęto w 1958 r. ochroną w rezerwacie przyrody Wodospad Wilczki o powierzchni ok. 2,7 ha.

## Turystyka
Pierwszy znany opis rejonu wodospadu pochodzi z roku 1781 i wyszedł spod pióra H. Reissera. Przełom rzeki uchodził wtedy za niepokonany. Było tak aż do 1834 roku, gdy pruscy oficerowie Lutz i von Leuthold przepłynęli go wpław. Od końca XVIII wieku wodospad był celem częstych wycieczek organizowanych z okolicznych kurortów – Lądka i Długopola-Zdroju. Z czasem zyskał też szerszą sławę. M. in. w 1800 r. podczas swej podróży po Dolnym Śląsku podziwiał go ówczesny ambasador Stanów Zjednoczonych w Królestwie Prus, a później prezydent USA John Quincy Adams. W XIX wieku, za czasów królewny Marianny Orańskiej powyżej wodospadu powstał niewielki park z fontanną, a otoczenie urządzono w stylu ogrodu romantycznego. Z inicjatywy rodzeństwa Neglerów wybudowano pierwsze schody, poręcze i kładki z dojściami na punkty widokowe oraz na dno wąwozu. Za zwiedzanie wodospadu pobierano wówczas opłatę. Po dawnym założeniu parkowym do dziś nie zachowały się żadne ślady.
Po utworzeniu rezerwatu w celu ograniczenia antropopresji zwiedzających i zapewnienia ich bezpieczeństwa w otoczeniu wodospadu odbudowano szereg dawnych dróżek i schodów dojściowych do wybranych punktów widokowych, które zabezpieczono poręczami. Nad samym wodospadem przerzucono stalowy mostek, umożliwiający komunikację między obydwoma brzegami Wilczki. Po gruntownej rewitalizacji z 2017 r., wykonanej kosztem 3 mln złotych, cała trasa wraz z kilkoma tarasami widokowymi i ławeczka-
mi jest obudowana metalowymi barierkami i oświetlona.
Prawym (północnym) zboczem doliny, tuż ponad wodospadem, przebiega znakowany kolorem czerwonym  Główny Szlak Sudecki na odcinku z góry Iglicznej przez Międzygórze do schroniska „Na Śnieżniku”.